# Psamtik I
Wahibre Psamtikus I, được người Hy Lạp gọi là Psammeticus hay Psammetichuṣ(Tên La tinh hóa của tên gọi trong tiếng Hy Lạp cổ đại: Ψαμμήτιχος, dịch là Psammḗtikhos) trị vì từ 664-610 TCN, ông là vị vua đầu tiên trong số ba vị vua cùng tên của nhà Sais, hoặc vương triều thứ hai mươi sáu của Ai Cập. Những tham chiếu lịch sử đối với cái được người Hy Lạp gọi là Dodecarchy, một liên minh lỏng lẻo của mười hai vùng đất Ai Cập dựa trên các nome truyền thống, và sự trỗi dậy nắm quyền của Psamtik I để thiết lập nên nhà Sais đã được ghi lại trong tác phẩm Lịch sử của Herodotus, Quyển II: 151 -157. Từ các văn kiện hình nêm, người ta phát hiện ra rằng hai mươi lãnh chúa địa phương đã được Esarhaddon bổ nhiệm và được thừa nhận bởi Assurbanipal để nhằm cai trị Ai Cập.
Necho I, vua cha của Psamtik I là thủ lĩnh của nhóm các lãnh chúa này, nhưng dường như họ không thể nào dẫn dắt được người Ai Cập dưới sự cai trị của những người Assyria bị căm ghét chống lại người Nubia.
Necho I qua đời vào năm 664 TCN khi vị vua người Kush Tantamani thất bại trong việc cố gắng giành lấy kiểm soát Hạ Ai Cập từ đế quốc Assyria. Sau cái chết của vua cha, Psamtik đã thống nhất toàn bộ Ai Cập và giải phóng nó thoát khỏi sự kiểm soát của người Assyria trong mười năm đầu của triều đại ông.

## Các chiến dịch quân sự

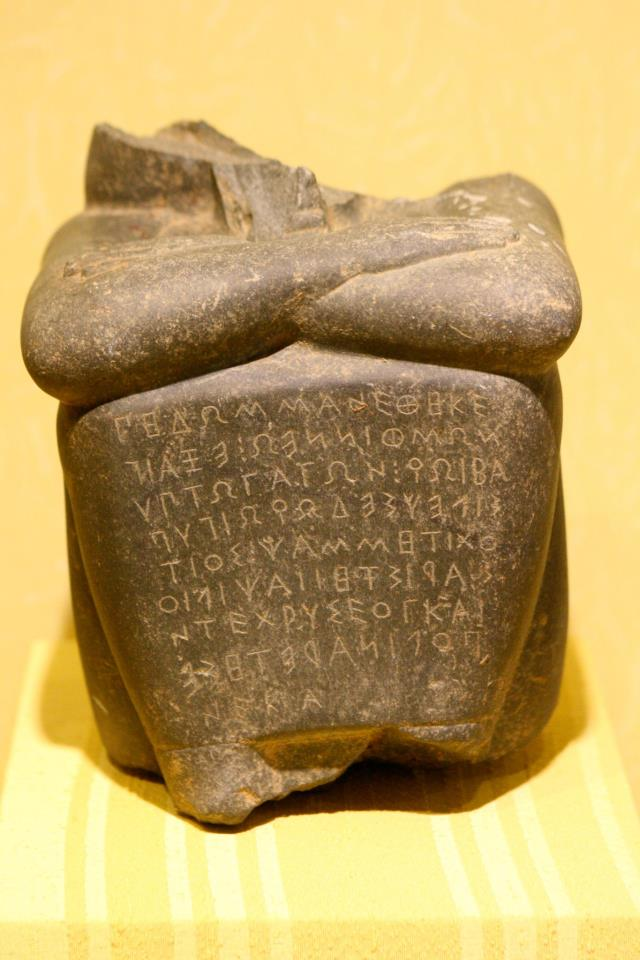
Tượng Psamtik thế kỷ thứ 7. Dòng chữ viết: "Con trai của Amphimeos, Pedon, đã đem tôi đến từ Ai Cập và tuyên dương như vậy: Psammetichos, vua của Ai Cập tặng ông một thành phố cho đức tính của ông và một vương miện vàng cho đức tính của ông".

Psamtik đã thống nhất đất nước Ai Cập vào năm trị vì thứ 9 của mình khi ông phái một hạm đội hải quân hùng mạnh tới Thebes trong tháng 3 năm 665 TCN và buộc Người vợ của thần Amun tại Thebes, Shepenupet II, phải chấp nhận người con gái Nitocris I của ông làm người kế thừa của bà ta theo như cái được gọi là tấm Bia đá nhận Con nuôi. Chiến thắng của Psamtik đã xóa bỏ những dấu tích cuối cùng thuộc về vương triều thứ 25 của người Nubia đối với Thượng Ai Cập dưới triều đại Tantamani và kể từ đó Thebes chấp nhận quyền lực của ông. Nitocris sẽ nắm giữ tước vị của bà trong suốt 70 năm từ năm 656 TCN cho đến khi bà mất vào năm 585 TCN. Sau đó, Psamtik I đã tiến hành chiến dịch một cách mạnh mẽ nhằm chống lại những lãnh chúa địa phương vốn chống đối sự thống nhất Ai Cập của ông. Một trong những chiến thắng của ông trước những kẻ cướp người Libya đã được đề cập đến trong một tấm bia đá năm 10 và năm thứ 11 từ ốc đảo Dakhla. Psamtik I đã giành lại được độc lập của Ai Cập từ đế quốc Assyria và khôi phục lại sự thịnh vượng của Ai Cập trong suốt 54 năm trị vì của mình. Vị Pharaon này còn tiến hành thiết lập mối quan hệ mật thiết với người Hy Lạp và cũng khuyến khích nhiều người định cư Hy Lạp thiết lập các thuộc địa ở Ai Cập và phục vụ trong quân đội Ai Cập. Đặc biệt, ông đã định cư một số người Hy Lạp tại Tahpanhes (Daphnae).

## Khám phá nguồn gốc của ngôn ngữ

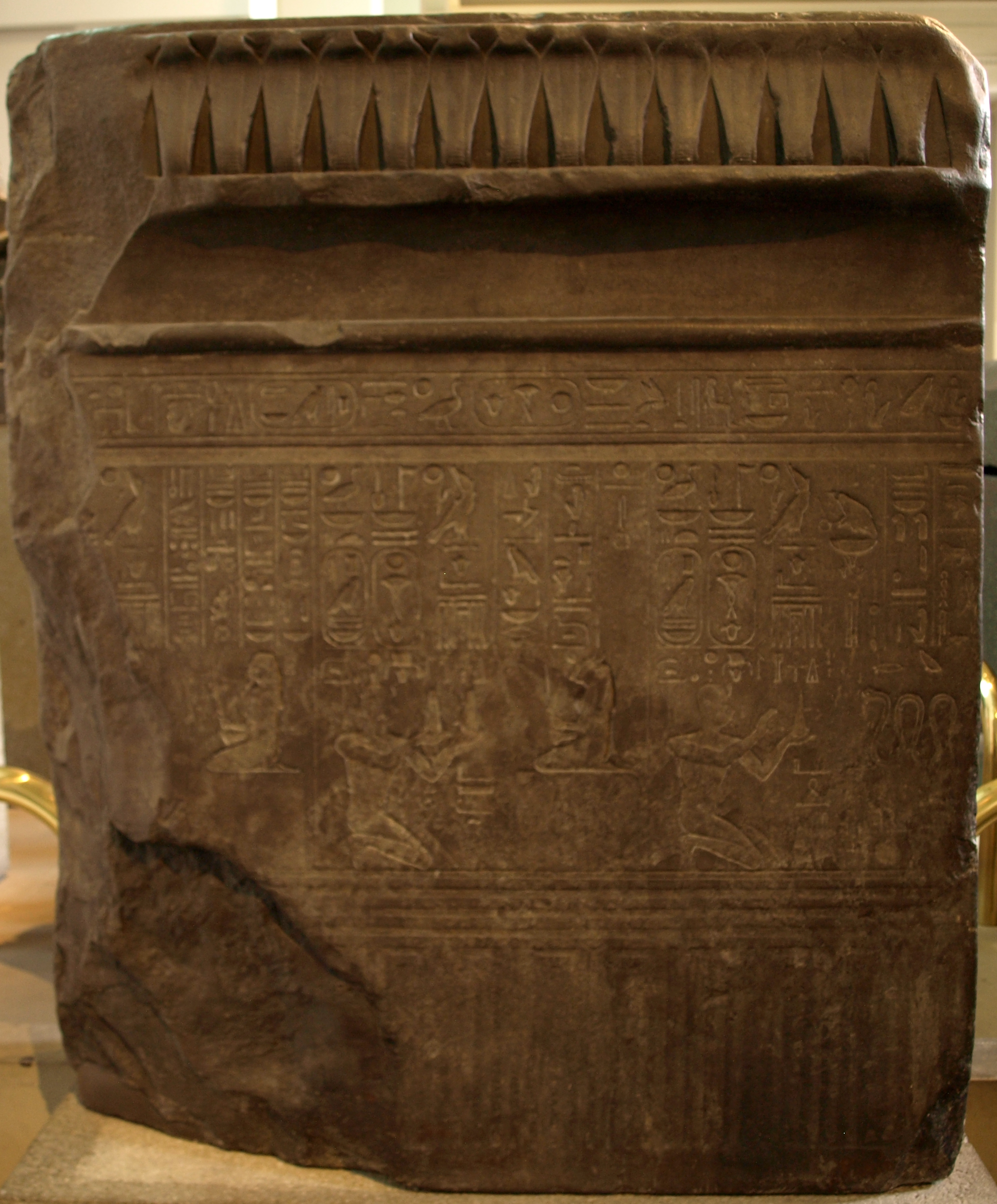
Bức tường Basalt mô tả Psamtik I (Bảo tàng Anh)

Nhà sử học Hy Lạp Herodotus đã truyền tải một giai thoại về Psamtik trong tập thứ hai thuộc tác phẩm Lịch sử của ông (2.2). Trong chuyến đi đến Ai Cập, Herodotos đã nghe kể về việc Psammetichus ("Psamṯik") tìm cách khám phá nguồn gốc của ngôn ngữ bằng cách tiến hành một cuộc thử nghiệm với hai đứa trẻ. Ông đã giao hai đứa trẻ sơ sinh một người chăn cừu với mệnh lệnh rằng không ai được phép nói chuyện với chúng, ngoài ra người chăn cừu sẽ cho ăn và chăm sóc cho chúng trong khi lắng nghe để xác định những từ đầu tiên của chúng. Giả thuyết ở đây đó là từ đầu tiên được thốt ra sẽ là cội nguồn ngôn ngữ của tất cả các dân tộc. Khi một đứa trẻ la lên "βεκός" (bekós) và dang rộng hai tay, người chăn cừu kết luận rằng từ này là tiếng Phrygia bởi vì đó là cách phát âm của từ "bánh mì" trong tiếng Phrygia. Do đó, họ kết luận rằng người Phrygia xuất hiện trước người Ai Cập, và tiếng Phrygia là ngôn ngữ gốc của con người. Không có ghi chép nào khác còn tồn tại để xác minh câu chuyện này.

## Vợ
Chính cung của Psamtik là Mehytenweskhet, con gái của Harsiese, tể tướng của miền Bắc và Tư tế tối cao của Atum ở Heliopolis. Psamtik và Mehytenweskhet là cha mẹ của Necho II, Merneith và Nitocris I.
Cha vợ của Psamtik - Harsiese được nói tới ở trên - đã kết hôn ba lần: ông ta có một người con gái tên là Naneferheres với Sheta, với Tanini và cuối cùng là với một người phụ nữ vô danh, bà ta đã sinh cho ông ta hai người con là Djedkare, vị tể tướng miền Nam và Mehytenweskhet. Harsiese là con trai của tể tướng Harkhebi, và có quan hệ họ hàng với hai Harsieses khác, cả hai đều là tể tướng và xuất thân từ gia tộc của vị Thị trưởng nổi tiếng ở Thebes là Montuemhat.

## Phát hiện bức tượng

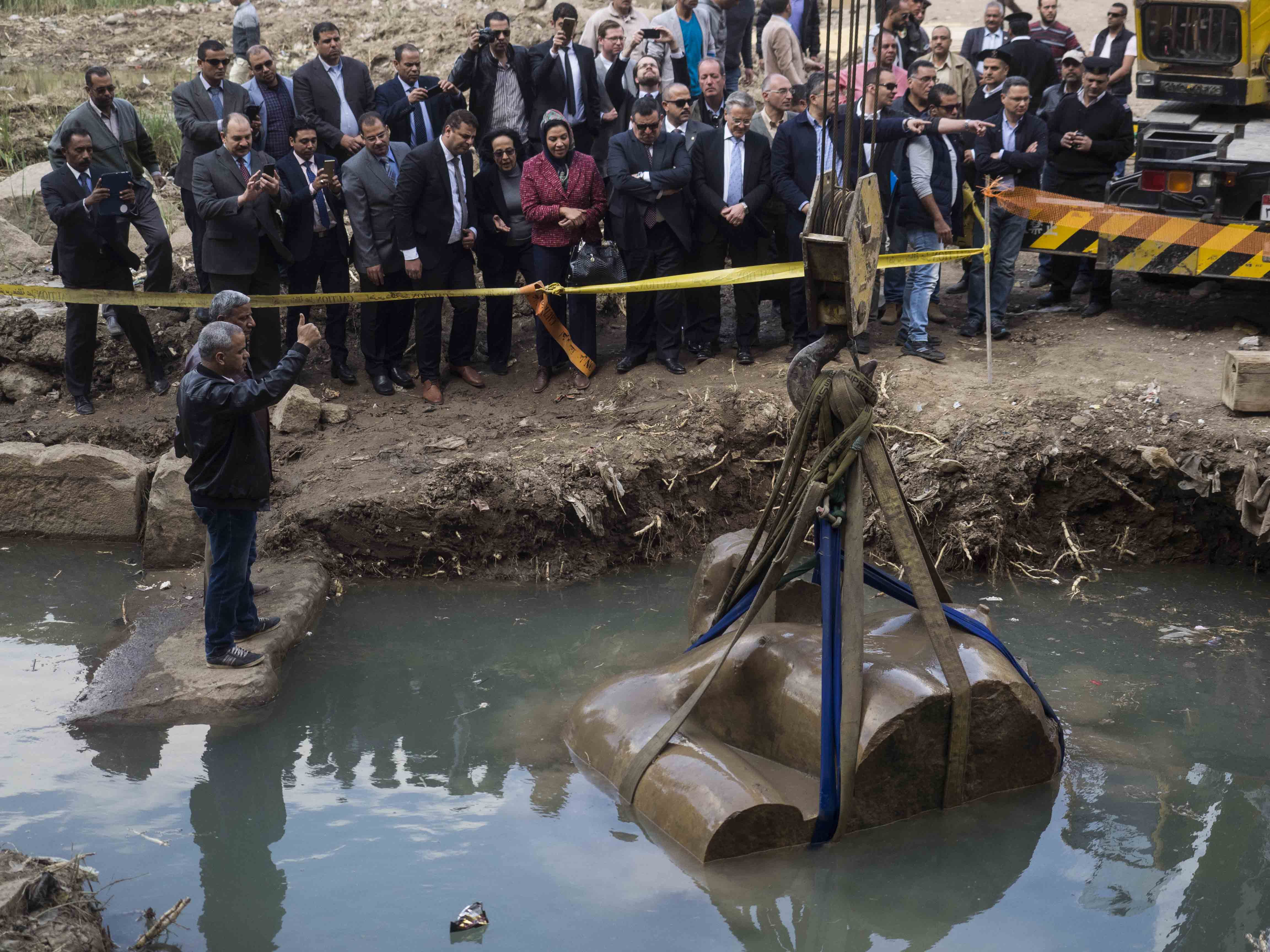
Các nhà khảo cổ khai quật thân bức tượng

Vào ngày 9 tháng 3 năm 2017, các nhà khảo cổ học Ai Cập và Đức đã phát hiện một bức tượng khổng lồ có chiều cao 7,9 mét tại địa điểm Heliopolis ở Cairo. Được tạc từ đá quartzit, bức tượng được tìm thấy trong trạng thái rời rạc, với phần ngực, phần dưới cùng của đầu và vương miện nằm chìm dưới mực nước ngầm. Mặc dù ban đầu được cho là của Ramesses II do tượng được phát hiện tại phế tích đền vua Ramesses II (khu vực xưa kia là thành phố Heliopolis, ngày nay thuộc phía đông Cairo, Ai Cập), các báo cáo sau đó xác nhận rằng bức tượng này thực ra là của Psamtik I nhờ vào các chữ khắc được tìm thấy đã đề cập đến một trong những tên của vị pharaon này ở phần đế của bức tượng Một người phát ngôn lúc đó đã bình luận rằng "Nếu nó thuộc về vị vua này, thì đó là bức tượng lớn nhất của thời kỳ Hậu nguyên (giai đoạn năm 664 đến 332 trước Công nguyên) đã từng được khám phá ở Ai Cập". Đầu và thân mình dự kiến sẽ được chuyển đến Đại bảo tàng Ai Cập.